# Sint-Donatuskapel (Hushoven)

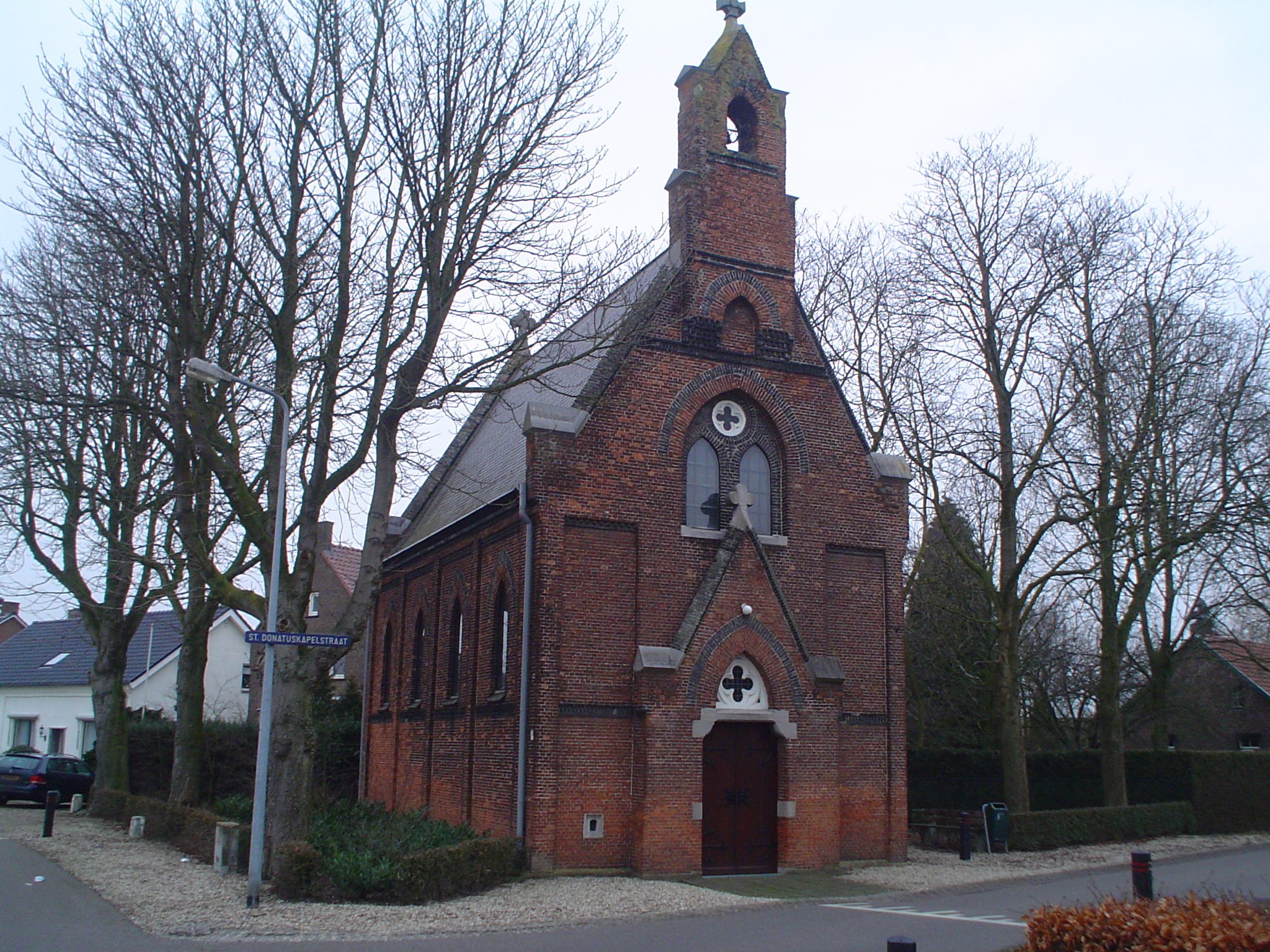
Sint-Donatuskapel

De Sint-Donatuskapel is een betreedbare kapel in Hushoven in de Nederlandse gemeente Weert. De kapel staat aan de Sint-Donatuskapelstraat 1 op de hoek met de Hushoverweg.
De kapel is gewijd aan de heilige Donatus van Münstereifel.

## Geschiedenis
Tussen 1868 en 1872 werd het schip gebouwd en in 1885-1890 werd het koor toegevoegd. De bewoners van Hushoven waren de opdrachtgevers, en deken Franciscus Boermans schetste het ontwerp.
In 1926 werd het interieur vernield, en dit werd weer hersteld. De meeste voorwerpen uit de inventaris, zoals beelden en kruiswegstaties, zijn van na 1940.

## Gebouw
De neogotische kapel is opgetrokken in baksteen en heeft een schip van drie traveeën met een koortravee en driezijdige koorsluiting. Het schip wordt gedekt door een zadeldak met leien, evenals het koor met een verlaagde noklijn. De zijgevels zijn voorzien van banden van zwarte baksteen, pilasters en spitsboogvensters. De voorgevel heeft schouderstukken op een verbrede aanzet en is rijk versierd door banden van zwarte bakstenen evenals een overkragend bakstenen klokkentorentje.